# Colophotia praeusta
Colophotia praeusta is een keversoort uit de familie glimwormen (Lampyridae). De wetenschappelijke naam van de soort werd voor het eerst geldig gepubliceerd in 1822 door Eschscholtz als Lampyris praeusta.